# The Dinosaur Project
The Dinosaur Project ist ein britischer Found-Footage-Abenteuer-Fantasyfilm von Sid Bennett aus dem Jahr 2012.

## Handlung
Ein Expeditionsteam der britischen Kryptozoologie macht sich in den Kongo auf, um die Existenz des „Mokele-Mbembe“, einem Elasmosaurus-ähnlichen Wesen, genauer zu erforschen. Der Leiter der Gruppe ist der weltberühmte Paläontologe Jonathan Marchant. Sein Sohn Luke möchte unbedingt an der Expedition teilnehmen und schleicht sich deshalb als blinder Passagier an Bord des Expeditionshubschraubers. Als Jonathan dies herausfindet ist er wütend auf seinen Sohn und weist ihn an, während des restlichen Fluges zu schweigen.
Luke entdeckt Flugsaurier, als er aus dem Fenster schaut, welche eine Kollision mit dem Hubschrauber verursachen, wobei der Pilot Etienne ums Leben kommt und der Hubschrauber mitten im Dschungel abstürzt. Luke gelingt es dabei gerade noch sein Kameraequipment aus dem brennenden Wrack zu retten, bevor dies durch eine Explosion in Flammen aufgeht.
Die Gruppe streift durch den Dschungel, um nach einem Schlafplatz zu suchen. Dabei kommen sie in ein völlig zerstörtes kleines Dorf. In der Nacht werden sie von einem Rudel der Gattung Jeholopterus überfallen. Auf ihrer Flucht vor dem Rudel stirbt Liz und der Rest der Gruppe flüchtet zu den Booten am Fluss.
Sie schlagen ein Lager auf und werden dabei von einem Lesothosaurus überrascht. Luke gelingt es, den Dinosaurier mit ein paar Snacks von Pete zu füttern und ein vertrauteres Verhältnis zu dem Tier aufzubauen, welches er daraufhin „Crypto“ nennt.
In zwei Holzbooten rettet sich das Team vorübergehend und hofft, vom Fluss aus gerettet zu werden. Das Seil, welches die beiden Boote miteinander verbindet reißt und das Boot mit Luke und Charlie treibt in eine Höhle abseits des Flusses ab. Jonathan kann seines Sohn nicht zurücklassen und kehrt deshalb mit dem Boot seines Teams um.
Als er Luke findet, ist er erleichtert, dass es diesem den Umständen entsprechend gut geht. Kurz darauf taucht ein Pliosaurier aus dem Wasser auf und zerstört die Boote des Teams, wobei alle Teammitglieder über Board gehen.
Charlie kann Luke an Land retten und teilt ihm dabei mit, dass sein Vater nicht überlebt hat. Die beiden bahnen sich nun ausschließlich zu zweit einen Weg durch den Dschungel. Luke gelingt es, das Satellitentelefon zu reparieren und teilt dies Charlie mit, woraufhin dieser es an sich nimmt und Luke von einer Klippe in den Fluss stürzt. Luke ist nun auf sich allein gestellt.
In der Zwischenzeit konnten sich auch Amara und Pete an Land retten. Es stellt sich heraus, dass Jonathan entgegen Charlies Behauptung überlebt hat. Jonathan macht sich zusammen mit seinem Kameramann Pete auf die Suche nach Luke.
Luke trifft Crypto wieder, welcher allerdings ein Rudel fledermausähnlicher Kreaturen im Schlepptau hat. Diese attackieren Luke, welcher von Pete gerettet wird. Pete beschließt den Tod seines Kollegen Dave zu rächen und stürmt lediglich mit einem Mikrofon bewaffnet tiefer in den Dschungel. Dort gelangt er in einen Hinterhalt der flugfähigen Dinosaurier.
Währenddessen erzählt Luke seinem Vater von Charlies Sinneswandel und dem Mordversuch an ihm. Charlies Wahnsinn nimmt weiter zu. Er beobachtet von einem Versteck aus Jonathan und Luke. Als die beiden an einer Klippe an kommen, verursacht er einen Steinschlag, wobei Jonathan sich nur mit Mühe am Rand der Klippe festhalten kann. Jonathan bittet Luke darum, sich in Sicherheit zu bringen, bevor er in die Tiefe stürzt.
Luke flüchtet im Dschungel vor dem wahnsinnigen Charlie, wobei ihm Crypto zu Hilfe kommt. Luke folgt Crypto zu einem großen Baum, an welchem er schließlich Charlie in die Fänge gerät. Crypto lockt zwei deutlich größere seiner Artgenossen an, welche Charlie attackieren. Luke verfasst eine letzte Videobotschaft mit der Kamera, welche er zusammen mit weiteren beweisenthaltenden Datenträgern wasserdicht in einem Rucksack verstaut und als Flaschenpost in einen Wasserfall wirft. Der Rucksack wird anschließend geborgen und soll der Polizei zur Auswertung übergeben werden.

## Produktion

### Drehorte
Die Aufnahmen fanden in Südafrika statt.

### Synchronisation
| Rolle              | Darsteller   | Synchronsprecher |
| ------------------ | ------------ | ---------------- |
| Charlie Rutherford | Peter Brooke | Philipp Brammer  |

## Kritiken
Der Film erhielt überwiegend negative bis ausgeglichene Kritiken und erhielt bei IMDb eine durchschnittliche Bewertung von 4,5 der möglichen 10 Punkte. Der Film konnte bislang 29 Prozent der Kritiker auf Rotten Tomatoes überzeugen. Das Lexikon des internationalen Films urteilt: „Mit „Found Footage“-Material aufgepeppter Monsterfilm, der seine technischen Unzulänglichkeiten hinter der Wackelkamera versteckt.“